# Tears in Heaven
"Tears in Heaven" é uma canção composta por Eric Clapton juntamente com Will Jennings. A letra fala sobre a dor e perda que Clapton sentiu após a morte de seu filho Conor de quatro anos de idade, que caiu da janela do 53º andar de um apartamento de um amigo de sua mãe, em Nova Iorque em 20 de março de 1991. Clapton, que chegou ao apartamento pouco depois do acidente, ficou visivelmente desesperado. Esta é uma das canções de maior sucesso de Clapton, atingindo a segunda posição na Billboard Hot 100 nos Estados Unidos, com uma guitarra clássica como instrumento principal. A canção também ficou três semanas na primeira posição na parada norte-americana Adult Contemporary em 1992.
Ainda em 1992 esteve incluída na trilha sonora internacional da telenovela brasileira Perigosas Peruas, escrita por Carlos Lombardi, como tema dos personagens Téio e Téia, interpretados respectivamente por Rômulo Arantes e Bianca Byington.
Will Jennings, co-autor da música, relutou no início para ajudá-lo a compor uma canção pessoal. A composição foi inicialmente lançada na trilha sonora do filme Rush, seguido pelo álbum acústico Unplugged (1992). "Tears in Heaven" ganhou três Grammys dos seis que Clapton levou, sendo: Gravação do Ano, Canção do Ano e Melhor Performance Vocal Pop Masculina no Grammy Award de 1993. Ele também ganhou um prêmio no MTV Video Music Award de Melhor Videoclipe Masculino em 1992. Clapton parou de tocá-la em 2004, bem como a canção "My Father's Eyes", afirmando: "Eu não sentia mais a sensação de perda, que é uma parte integrante dessas composições. Eu preciso me conectar com os sentimentos que havia quando compus essas canções. Acho que esses sentimentos se foram, e eu não quero que eles voltem novamente. Minha vida mudou desde então. Canções assim só precisam de uma pausa e talvez eu volte a apresentá-las de uma maneira nova".
Pouco depois do lançamento de seu single, ele foi para a série MTV Unplugged e gravou uma nova versão da canção.
Em 2004, "Tears in Heaven" ficou na 362° posição na lista da Revista Rolling Stone das "500 melhores canções de todos os tempos"

## Composição e inspiração
Depois de 1990, os anos seguintes foram extremamente turbulentos para Clapton. Em 27 de agosto de 1990, seu empresário e dois de seus roadies (junto com o colega músico Stevie Ray Vaughan) morreram em um acidente de helicóptero.
Em 20 de março de 1991, seu filho, Conor, caiu do 53° andar e morreu. Após isolar-se por um tempo, Clapton começou a trabalhar novamente, compondo uma música para um filme sobre toxicodependência chamado Rush. Eric Clapton compôs a canção "Tears in Heaven" para o seu filho Conor, que foi lançada no álbum Unplugged. Unplugged fez sucesso nas paradas e foi indicado a nove prêmios Grammy no ano que foi lançado. Apesar da dor intensa, Clapton fez vários anúncios de sensibilização para a colocação de proteção para crianças em janelas e escadas.
Em uma entrevista com Daphne Barak, Clapton declarou "Eu quase que inconscientemente usei a música para mim mesmo como um agente de cura, e eis que, funcionou... Eu tenho muita felicidade e uma grande quantidade de cura pela música".
Em uma entrevista Will Jennings disse:
| “ | Eric e eu fomos contratados para escrever uma canção para um filme chamado Rush. Nós escrevemos uma música chamada 'Help Me Up' para o final do filme... Eric então viu um outro lugar no filme para incluir mais uma canção e ele me disse: 'Eu quero escrever uma canção sobre o meu menino.' Eric tinha a primeira estrofe da canção escrita, que, para mim, é toda a música, mas ele queria que eu escrevesse o resto das linhas do verso ("'Time can bring you down, time can bend your knees...'), e ser creditado no lançamento mesmo dizendo a ele que era tão pessoal que ele mesmo devia escrever tudo sozinho. Ele me disse que tinha admirado o trabalho que eu tinha feito com Steve Winwood e, finalmente, não havia mais nada a fazer, mas como ele pediu, apesar da sensibilidade do assunto. Esta é uma canção tão pessoal e tão triste que é única em minha experiência de escrever canções. | ” |

## Faixas e formatos
| CD maxi |                                                      |                             |         |  |
| N.º     | Título                                               | Compositor(es)              | Duração |  |
| 1.      | "Tears in Heaven"                                    | Eric Clapton, Will Jennings | 4:33    |  |
| 2.      | "Tracks and Lines"                                   | Clapton                     | 3:02    |  |
| 3.      | "Bad Love" (Live At The Royal Albert Hall, London)   | Clapton, Mick Jones         | 6:19    |  |
| 4.      | "White Room" (Live At The Royal Albert Hall, London) | Jack Bruce, Pete Brown      | 6:07    |  |

| 7" single |                     |                   |         |  |
| N.º       | Título              | Compositor(es)    | Duração |  |
| 1.        | "Tears in Heaven"   | Clapton, Jennings | 4:32    |  |
| 2.        | "White Room" (Live) | Clapton           | 6:10    |  |

## Desempenho nas paradas
| País           | Parada                                            | Melhor posição |
| -------------- | ------------------------------------------------- | -------------- |
| Alemanha       | Media Control Charts                              | 42             |
| Austrália      | ARIA Singles Chart                                | 37             |
| Áustria        | Ö3 Austria Top 75                                 | 10             |
| Canadá         | RPM Top 100 Singles RPM Adult Contemporary Tracks | 1              |
| Estados Unidos | Billboard Hot 100 Adult Contemporary (Billboard)  | 2 1            |
| Irlanda        | Irish Singles Chart                               | 1              |
| Nova Zelândia  | Top 40 Singles                                    | 1              |
| Países Baixos  | Mega Single Top 100                               | 13             |
| Reino Unido    | UK Singles Chart                                  | 5              |
| Suécia         | Singles Top 60                                    | 24             |
| Suíça          | Swiss Top 100 Singles                             | 7              |

## Outras performances
Em 2005, Ozzy Osbourne e Sharon Osbourne montaram um elenco de estrelas para colaborar junto a Eric Clapton em "Tears in Heaven". O lucro das vendas da gravação beneficiou o apelo do Disasters Emergency Committee para ajudar as vítimas do Terremoto e Tsunami no Sudeste Asiático. A formação incluia;  Gwen Stefani, Mary J. Blige, Pink, Slash, Steven Tyler, Elton John, Andrea Bocelli, Katie Melua, Josh Groban, Robbie Williams, Scott Weiland e Rod Stewart. Ozzy e Kelly Osbourne também cantaram na música.
Outras gravações de "Tears in Heaven":
- Joshua Redman em seu álbum de 1993 Wish.
- Em seu álbum de 1993 Devotion, o saxofonista Warren Hill fez uma performance dessa música.[26]
- Sharon Osbourne reuniu vários cantores, incluindo seu marido Ozzy Osbourne e sua filha Kelly Osbourne, para cantarem esta canção depois do tsunami no Oceano Índico.[27]
- Paul Anka em seu álbum de 2005 Rock Swings
- Declan Galbraith em seu álbum de 2005 Thank You.
- Coko do SWV e sua mãe Lady Tibba Gamble fizeram um dueto em 2001 no álbum Rhythm & Spirit "Love Can Build A Bridge"
- Aaron Hall do Guy &  K-Ci & Hailey de Jodeci em seu álbum Adults Only
- Jeff Berlin em seu álbum de 1997 Taking Notes.
- Adeaze no seu álbum lançado em 2004 "Always and for Real".
- Gregorian no seu álbum lançado em 1999 "Masters of Chant".
- Loona em seu álbum lançado em 2004 Wind of Time.
- Sadiki em seu álbum lançado em 2010 Lifeline.
- The Choirboys em seu álbum auto-intitulado The Choirboys lançado em 2005.
- Andrew Johnston em seu álbum lançado em 2008 One Voice.
- Ann Peebles em seu álbum lançado em 2006 Brand New Classics.
- James Galway em seu álbum lançado em 1994 Wind of Change.
- Ainhoa Arteta em seu CD Vida Diva lançado em 2008.
- Keke Wyatt em seu álbum de 2011 Unbelievable.